# Cristina Bravo Castro
Cristina Bravo Castro  (Talca, 26 de abril de 1976) es una asistente social y política chilena, militante del Partido Demócrata Cristiano (PDC). Entre 2021 y 2025 se desempeñó como Gobernadora Regional del Maule. Actualmente es vicepresidenta de la Asociación de Gobernadores y Gobernadoras Regionales (AGORECHI).
Anteriormente ejerció como Consejera Regional por la provincia de Curicó (2018-2020) y Gobernadora Provincial de esta durante el segundo gobierno de Michelle Bachelet.

## Biografía
Bravo nació en Talca, hija de una madre dueña de casa y de padre funcionario de gendarmería. Vivió en esta ciudad hasta los 18 años, cuando se traslada a Curicó a estudiar Trabajo Social al campus Nuestra Señora del Carmen de la Universidad Católica del Maule, estableciéndose en dicha ciudad de forma permanente. Tiene un postítulo en Acoso Sexual de la Pontificia Universidad Católica de Chile y un Magíster en Modernización del Estado en la UTEM, en Santiago. 
Profesionalmente, se ha desempeñado como funcionaria del Fondo de Solidaridad e Inversión Social, en el Servicio Nacional de la Mujer y Equidad de Género y como directora regional del Servicio de Registro Civil e Identificación, siendo la persona más joven en desempeñar dicha función.
Vive en Curicó y está casada con Osvaldo Alcázar, con quien tiene dos hijos.

## Carrera política
En 2014, fue nombrada como Gobernadora de la provincia de Curicó por la presidenta Michelle Bachelet. Se mantuvo en el cargo hasta el año 2017, cuando renuncia para postularse a Consejera Regional por la misma provincia, siendo electa con el 8,04% de los votos válidamente emitidos.   
Renuncia a su cargo de Consejera Regional el año 2020 para presentarse como candidata al recién creado cargo de Gobernadora Regional del Maule,tras resultar vencedora de las primarias regionales de la coalición Unidad Constituyente es proclamada candidata para las elecciones a realizar el año 2021, elecciones en las cuales resulta vencedora tanto en primera como segunda vuelta, derrotando al candidato populista, Francisco Pulgar (Ind).
En 2024 anunciaría su candidatura a reelección al cargo de Gobernadora Regional del Maule, recibiendo el apoyo del bloque oficialista.Resultaría con la primera mayoría durante la primera vuelta pero perdería el balotaje contra el candidato opositor, Pedro Pablo Álvarez-Salamanca (UDI), de esta manera perdiendo la gobernación.

## Historial electoral

### Elecciones de consejeros regionales de 2017
- Elecciones de consejeros regionales de 2017, a Consejero Regional por la circunscripción provincial de Curicó (Curicó, Hualañé, Licantén, Molina, Rauco, Romeral, Sagrada Familia, Teno y Vichuquén).[4]

### Primarias de gobernadores regionales de 2020
- Primarias de Gobernadores Regionales de la Unidad Constituyente de 2020, para la Región del Maule.

### Elecciones de gobernadores regionales de 2021
- Elecciones de Gobernadores Regionales 2021, a Gobernador por la Región del Maule

### Elecciones de gobernadores regionales de 2024
- Elecciones de Gobernadores Regionales 2024, a Gobernador por la Región del Maule